# Patata di Montese
La patata di Montese è una varietà di patata coltivata nel territorio del comune di Montese e parte del comune di Zocca, Castel d'Aiano e nella zona appenninica di Modena.

La patata Montese, che è stata per lunghi anni alla base dell'alimentazione contadina, viene coltivata nel periodo tardivo o medio-tardivo.

## Caratteristiche
- forma = la dimensione è medio-piccola compresa tra i 4 e gli 8 centimetri, con forma allungata, ovale o rotonda
- buccia = si presenta regolare, senza infossature dei germogli o rugosità con uniformità di colore dal chiaro al rosso (nella varietà Désirée)
- polpa = le varietà principalmente utilizzate sono la Spunta, a polpa gialla, la Kennebec a polpa bianca e la Désirée con polpa rossa.

## Utilizzi
Tra i piatti più rinomati a base di patate della cucina modenese, si ricordano: 
- bignè di patate fritti
- gnocchetti di patate
- patate trifolate (con il tartufo)
- sformato di salsiccia
- crostata di pane e patate